# جي. ديفيد تومسون
جي. ديفيد تومسون (بالإنجليزية: G. David Thompson)‏ هو مصرفي أمريكي، ولد في 20 مارس 1899 في نيوارك في الولايات المتحدة، وتوفي في 26 يونيو 1965 في بيتسبرغ في الولايات المتحدة.